# Let's Fight
Let's Fight è un cortometraggio muto del 1918 diretto da Ben Wilson (Ben F. Wilson).

## Produzione
Il film fu prodotto dalla Nestor Film Company e dall'Universal Film Manufacturing Company.

## Distribuzione
Distribuito dall'Universal Film Manufacturing Company, il film - un cortometraggio di una bobina - uscì nelle sale cinematografiche USA il 9 dicembre 1918.